# Tuc de Betlan
El Tuc de Betlan és una muntanya de 2.141 metres que es troba al municipi de Canejan, a la comarca de la Vall d'Aran.